# 중정 (상나라)
중정(仲丁)은 상나라의 11대 군주이다. 태어날 때의 이름은 자장(子庄)이다. 
사마천의 사기에 의하면 아버지인 태무에 이어 상나라의 10대 군주가 되었다. 신축(辛丑)년에 즉위하였고 박(亳)을 수도로 삼았다가 즉위 첫 해에 오(隞)로 옮겼다. 즉위 6년째에 남이(蓝夷)의 공격을 받았다. 즉위한지 11년(어떤 사료에는 9년)만에 사망하였다. 중정이라는 시호가 주어졌고 동생인 외임이 뒤를 이었다. 
은허에서 발굴된 갑골문에 따르면 삼촌인 옹기에 이어 상나라의 9대 군주가 되었고 삼조정(三祖丁)이라는 시호를 받았으며 동생인 복임(卜壬)이 뒤를 이었다. 